# Kup Krešimira Ćosića 2006./07.
Kup Krešimira Ćosića 2006./07. je bilo šesnaesto izdanje ovog natjecanja kojeg je treći put zaredom i šesti put ukupno osvojio Zadar.

## Rezultati

### 1. krug
| klub1            | rezultat | klub2          |
| ---------------- | -------- | -------------- |
| Dubrovnik        | 92:77    | Alkar Sinj     |
| Maksimir Zagreb  |          | Šibenik        |
| Voštarnica Zadar | 70:85    | Dubrava Zagreb |

### 2. krug
| klub1                           | rezultat | klub2                 |
| ------------------------------- | -------- | --------------------- |
| Dubrovnik                       | 91:85    | Kvarner Rijeka        |
| Svjetlost Brod (Slavonski Brod) | 88:87    | Osijek 2006           |
| Šibenik                         | 88:83    | Borik Puntamika Zadar |
| Cedevita Zagreb                 | 100:62   | Dubrava Zagreb        |

### Četvrtzavršnica
| klub1         | rezultat | klub2                           |
| ------------- | -------- | ------------------------------- |
| Zagreb        | 90:81    | Cedevita Zagreb                 |
| Šibenik       | 56:80    | Zadar                           |
| Split         | 88:84    | Svjetlost Brod (Slavonski Brod) |
| Cibona Zagreb | 101:91   | Dubrovnik                       |

### Final Four
Igran 9. i 10. veljače 2007. u Zadru u Jazinama.
| klub1         | rezultat      | klub2         |
| poluzavršnica | poluzavršnica | poluzavršnica |
| ------------- | ------------- | ------------- |
| Zagreb        | 89:82         | Cibona Zagreb |
| Zadar         | 104:82        | Split         |
|               |               |               |
| završnica     |               |               |
| Zadar         | 90:83         | Zagreb        |

## Unutarnje poveznice
- A-1 liga 2006./07.
- A-2 liga 2006./07.
- B-1 liga 2006./07.